# Merino (Colorado)
Merino è un centro abitato (town) degli Stati Uniti d'America, situato nella contea di Logan dello Stato del Colorado. Nel censimento del 2000 la popolazione era di 246 abitanti.

## Geografia fisica
Secondo i rilevamenti dell'United States Census Bureau, Merino si estende su una superficie di 0,4 km².